# Fotbalový stadion Za Lužánkami
Fotbalový stadion Za Lužánkami je dlouhodobě nevyužívaný sportovní objekt, který se nachází v katastrálním území Ponava v Brně. Do roku 2001 na něm své domácí zápasy hrával fotbalový klub  Zbrojovka Brno. 
Areál s kapacitou přibližně 50 000 diváků byl charakteristický čtyřmi vysokými osvětlovacími stožáry, dvoupatrovou tribunou a strmými ochozy. V jeho těsném sousedství stával zimní stadion Za Lužánkami, jenž byl v roce 2008 zdemolován.
Nejslavnějším obdobím stadionu byla druhá polovina 70. let 20. století, konkrétně sezona 1977/78, kdy Zbrojovka pod vedením Josefa Masopusta vybojovala svůj jediný mistrovský titul.
Na jaře 2015 započala skupina fanoušků v čele s bývalým fotbalistou Petrem Švancarou zchátralý stadion svépomocí opravovat. Cílem bylo dostat ochozy do provozu schopného stavu tak, aby se na něm v červnu téhož roku mohla uspořádat fotbalová exhibice u příležitosti rozloučení tohoto hráče s profesionální kariérou. Přátelskému utkání konaném 27. června 2015 z částečně opravených tribun přihlíželo zhruba 35 000 fanoušků. 

## Historie stadionu
O stavbě fotbalového stadionu v Brně za Lužánkami uvažovalo město Brno již ve 30. letech 20. století. Stavba byla zahájena, avšak pro nedostatek finančních prostředků nebyla dokončena. Za druhé republiky vznikl v roce 1938 pokus o obnovení stavby, ten ale nebyl realizován.
Stadion byl dokončen v letech 1949–1953 a domácí zápasy na něm hrál nový fotbalový klub RH Brno. Zbrojovka se sem po sloučení s Rudou hvězdou přestěhovala na začátku 60. let 20. století. 
Výstavba tehdy podpořila již existující tradici vrcholového fotbalu za Lužánkami – Zbrojovka se totiž přesunula z přilehlého osmnáctitisícového stadionu Na Rybníčku, kde svá utkání hrála od roku 1930. 

### První zápas
Ve čtvrtek 5. listopadu 1953 bylo na tomto stadionu před zraky 50 000 diváků sehráno první utkání, jehož slavnostní rámec byl zahájen hymnami. Vzhledem k dobovým zvyklostem pozdravil sovětské hosty předseda KNV Brno, poslanec Jan Nedělka. Po jeho projevu promluvil vedoucí výpravy sovětských sportovců N. M. Panfilov a žáci sportovní školy ledního hokeje předali oběma mužstvům kytice. Po krátké rozcvičce nastoupila obě mužstva na hřiště a jejich kapitáni si vyměnili vlajky. Přesně ve 14.30 bylo utkání zahájeno.
Proti Dynamu Moskva však nenastoupili domácí, nýbrž výběr DSO Baník, který se skládal z hráčů obou prvoligových hornických oddílů – Ostravy a Kladna.
Výběr DSO Baník – Dynamo Moskva 0:5 (0:3)
Branky: Koršunov 3 (branka na 0:1, 0:3 a 0:5), Salnikov (0:2) a Šabrov (0:4).
Diváci: 50 000
Sestava domácích (2-3-5): Kojecký – Markusek, M. Linhart – Fábera, Kofent, Šajer (46. Sršeň) – Kokštejn, Kuchler, J. Majer (46. Wiecek), Křižák, Bragagnolo.
Sestava hostů (2-3-5): Jašin – Rodionov, Križevskij – Kuzněcov, Bajkov, Savdunin – Rižkin, Beskov, Koršunov, Salnikov, Šabrov.
Na konci 50. let byla přistavěna třípatrová budova s novou tribunou, čímž se kapacita oficiálně zvýšila na 50 000 diváků. Stadion se tak stal největším v celém Československu.
Ve čtvrtek 5. listopadu 1970, tedy přesně 17 let od prvního zápasu, se na stadionu poprvé rozsvítila světla na čtyřech nově vztyčených mohutných stožárech. V přátelském utkání za umělého osvětlení pak Zbrojovka „A“ porazila „B“ mužstvo 5:1.

### Sezóna 1977/1978
Zbrojovka Brno na stadionu získala svůj jediný titul mistra Československa. Tým vedl trenér Josef Masopust, držitel Zlatého míče z roku 1962. V této sezóně navštěvovalo stadion v průměru 19 328 diváků na jedno utkání. V tomto období se stadion stal významným kulturním a společenským centrem města. Na domácí utkání pravidelně přicházely tisíce diváků; běžně se v hledišti scházelo až 30 000 lidí a při výjimečných zápasech bývaly tribuny zcela zaplněné. Stadion navštěvovali fanoušci napříč společenskými vrstvami – od dělníků přes studenty až po akademiky. K výrazným prvkům patřil pokřik „Už jsme tady!“, jímž fanoušci tradičně vítali domácí mužstvo při nástupu na hrací plochu.  
Pravděpodobně nejvíce diváků v historii stadionu Za Lužánkami přišlo na odvetné utkání čtvrtfinále Poháru UEFA 19.3.1980 proti Eintrachtu Frankfurt – oficiální návštěva činila rekordních 52 000 platících diváků, podle dobových svědectví sledovalo zápas z různých míst stadionu i jeho okolí až 60 000 fanoušků. 

### 90. léta
Po roce 1989 převzal klub podnikatel Lubomír Hrstka, který zásadně proměnil areál kolem stadionu. Místo původního sportovního zázemí vybudoval moderní multifunkční komplex zahrnující hotel, zábavní a obchodní centrum, posilovnu, kasino a koncertní halu s laserovou show. Celé sportoviště dostalo nové jméno – Boby centrum, podle Hrstkovy přezdívky.  
V říjnu 1996 sledovalo duel Brno vs. Slavia Praha rekordních 44 120 diváků, což dodnes představuje nejvyšší návštěvu v historii české ligy. První dvacítku nejvyšších návštěv stále tvoří zápasy Zbrojovky odehrané právě na stadionu Za Lužánkami.

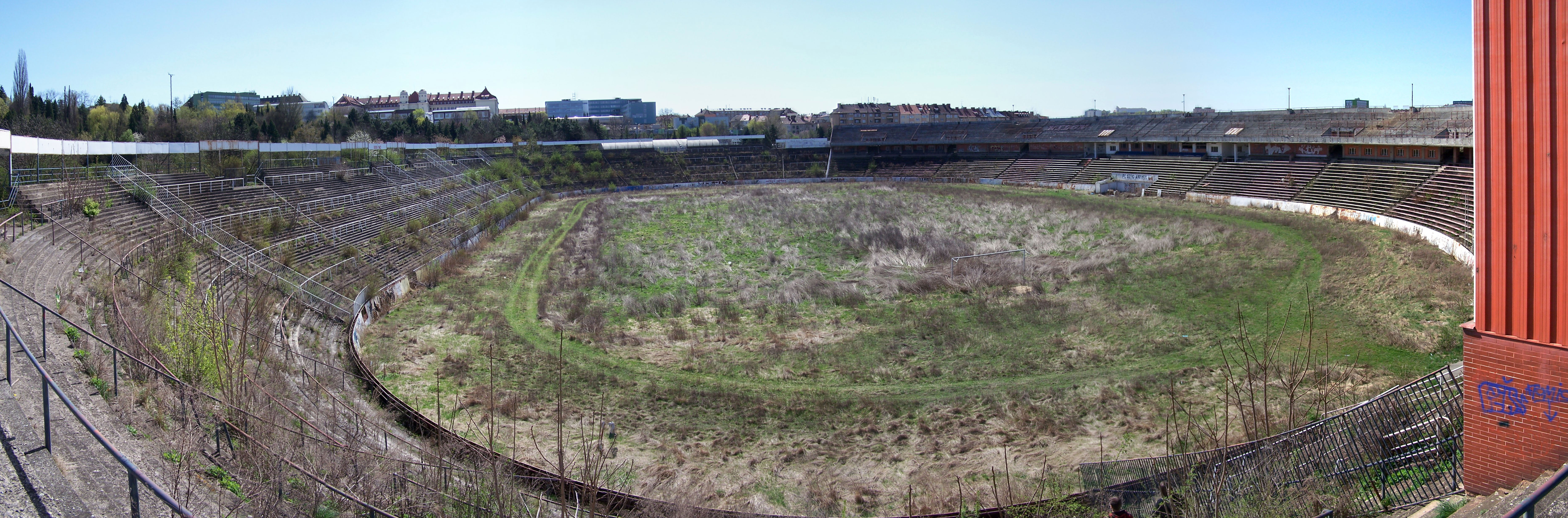
Fotbalový stadion Za Lužánkami (duben 2011)

Výstavbou areálu se Hrstka zadlužil a na nezbytnou údržbu i následné opravy stadionu mu nezbyly finance. V roce 2001 Lužánky přestaly vyhovovat požadavkům na 1. českou fotbalovou ligu a fotbalový klub se musel přestěhovat na menší stadion v Králově Poli. 
Poslední ligový zápas se na stadionu hrál 30. září 2001 mezi Zbrojovkou a Hradcem Králové. Domácí se po brankách Milana Pacandy a Miroslava Kadlece s Lužánkami rozloučili vítězstvím 2:1. 
Roku 2004 koupilo fotbalový stadion Za Lužánkami statutární město Brno za 17,5 milionu korun.
V polovině roku 2008 byly představeny plány na nový stadion, který svým tvarem a vzhledem připomínal římské Koloseum a měl pojmout až 30 tisíc diváků. Jenže problémy, které nastaly po pádu vlastnictví nemovitostí Lubomíra Hrstky v této oblasti, způsobily zmatek ve vlastnictví okolních cest kolem stadionu, které si nárokoval podnikatel Libor Procházka a od roku 2004 vedl spory s městem, což způsobilo, že nový stadion se nemohl začít stavět. Po 18 letech nakonec Brno u soudu uspělo a na podzim v roce 2022 bylo rozhodnuto, že pozemky v okolí stadionu patří městu. Stadion během této doby chátral a nebyl udržován.
Podzim roku 2023 přinesl několik zpráv o novém stadionu v Brně. Byl vypracován statický posudek odborníky z Fakulty stavební Vysokého učení technického v Brně, na jehož základech se město rozhodlo pro demolici stadionu, která měla začít v polovině roku 2024. Rovněž město přišlo s návrhem, že nový fotbalový stadion vyroste v prostorách brněnského velodromu na výstavišti.

## Reprezentační utkání

#### Československo
Zdroj:
| Utkání č. | Datum      | Domácí | Hosté     | Výsledek  | Počet diváků  | Poznámky                          |
| --------- | ---------- | ------ | --------- | --------- | ------------- | --------------------------------- |
| 176       | 27.03.1955 | ČSR    | Rakousko  | 3:2 (2:2) | 45 000–50 000 | Mezinárodní turnaj (Dr. Gerö Cup) |
| 194       | 16.06.1957 | ČSR    | NDR       | 3:1 (0:1) | 50 000        | Kvalifikace na MS 1958            |
| 223       | 19.06.1961 | ČSSR   | Argentina | 3:3 (2:2) | 40 000        | Přátelské utkání                  |
| 255       | 21.11.1965 | ČSSR   | Turecko   | 3:1 (0:1) | 3 000         | Kvalifikace na MS 1966            |
| 295       | 08.04.1972 | ČSSR   | Rakousko  | 2:0 (2:0) | 30 000        | Přátelské utkání                  |
| 324       | 24.09.1975 | ČSSR   | Švýcarsko | 1:1 (0:0) | 15 000        | Přátelské utkání                  |
| 328       | 19.11.1975 | ČSSR   | NDR       | 1:1 (0:0) | 10 000        | Kvalifikace na LOH 1976           |
| 352       | 23.04.1978 | ČSSR   | Bulharsko | 0:0       | 15 000        | Přátelské utkání                  |
| 375       | 18.05.1980 | ČSSR   | Rumunsko  | 2:1 (1:0) | 8 000         | Přátelské utkání                  |
| 424       | 04.09.1985 | ČSSR   | Polsko    | 3:1 (1:0) | 12 000        | Přátelské utkání                  |
| 435       | 15.10.1986 | ČSSR   | Finsko    | 3:0 (2:0) | 26 000        | Kvalifikace na ME 1988            |
| 462       | 04.04.1990 | ČSFR   | Egypt     | 0:1 (0:0) | 7 500         | Přátelské utkání před MS 1990     |

Poznámky:
- 15. října 1986: První dvě branky vstřelili bývalí hráči Zbrojovky. Ve 38. minutě otevřel skóre Petr Janečka, o pět minut později vedení navýšil Ivo Knoflíček.[14]

#### Česko
| Utkání č. | Datum      | Domácí | Hosté  | Výsledek  | Počet diváků | Poznámky         |
| --------- | ---------- | ------ | ------ | --------- | ------------ | ---------------- |
| 9         | 08.03.1995 | Česko  | Finsko | 4:1 (2:0) | 7 745        | Přátelské utkání |

## Další významná utkání
| Datum      | Domácí                     | Hosté                     | Výsledek  | Počet diváků | Poznámky                                                                          |
| ---------- | -------------------------- | ------------------------- | --------- | ------------ | --------------------------------------------------------------------------------- |
| 24.10.1954 | ČSR lvíčata                | Maďarsko junioři          | 0:2 (0:2) | 12 000       | Přípravné utkání                                                                  |
| 18.11.1956 | Baník Kladno dorost        | Dynamo Žilina dorost      | 3:1 (1:0) | 1 500        | Rozhodující 3. zápas finále dorosteneckého přeboru Československa ve fotbale 1956 |
| 12.07.1958 | TJ Rudá hvězda Brno        | FK Crvena zvezda Bělehrad | 2:3 (0:2) | 13 000       | Odvetný zápas finále Dunajského poháru 1958                                       |
| 06.04.1960 | ČSR olympionici            | Maďarsko olympionici      | 1:2 (0:1) | přes 50 000  | Kvalifikace na LOH 1960                                                           |
| 09.04.1961 | TJ Rudá hvězda Brno        | TJ Spartak Praha Sokolovo | 5:3 (3:2) | 13 000       | Utkání 17. kola 1. čs. ligy 1960/61                                               |
| 17.07.1963 | TJ Slovan CHZJD Bratislava | AS Dukla Praha            | 4:1 (2:0) | 5 000        | Opakované finále Československého poháru 1961/62                                  |
| 20.05.1964 | TJ Spartak Praha Sokolovo  | TJ VSS Košice             | 4:1 (1:0) | 4 000        | Finále Československého poháru 1963/64                                            |
| 13.09.1964 | ČSSR olympionici           | Polsko „B“                | 3:1 (1:1) | 10 000       | Přípravné utkání před LOH 1964                                                    |
| 16.02.1966 | TJ Spartak ZJŠ Brno        | Dunfermline Athletic FC   | 0:0       | 5 000        | Odvetný zápas 3. kola Veletržního poháru 1965/66                                  |
| 22.06.1969 | TJ Zbrojovka Brno          | TJ AC Nitra               | 1:0 (0:0) | 10 000       | Utkání 26. kola 2. čs. ligy – sk. B 1968/69                                       |
| 28.03.1973 | ČSSR do 23 let             | Rakousko do 23 let        | 4:0 (3:0) | 4 000        | Kvalifikace na ME do 23 let 1974                                                  |
| 12.03.1980 | TJ Zbrojovka Brno          | TJ Slavia IPS Praha       | 3:0 (1:0) | 25 000       | Utkání 20. kola 1. čs. ligy 1979/80                                               |
| 19.03.1980 | TJ Zbrojovka Brno          | Eintracht Frankfurt       | 3:2 (1:1) | 52 000       | Odvetné čtvrtfinálové utkání Poháru UEFA 1979/80                                  |
| 02.11.1986 | TJ Zbrojovka Brno          | TJ JZD Slušovice          | 3:0 (1:0) | 23 000       | Utkání 12. kola I. ČNFL 1986/87                                                   |
| 08.09.1987 | ČSSR olympionici           | SSSR olympionici          | 1:0 (1:0) | 7 000        | Přípravné utkání                                                                  |
| 21.10.1989 | TJ Zbrojovka Brno          | Kostarika „A“             | 1:0 (0:0) | 2 215        | Přípravné utkání Zbrojovky s účastníkem MS 1990                                   |

Poznámky:
- 12. června 1958: Obě branky brněnské Rudé hvězdy vstřelil Zdeněk Hajský, branky té bělehradské vstřelili postupně Kostić, Šekularac a Milošević.[18][19]
- 9. dubna 1961: Karel Lichtnégl vstřelil na konci prvního poločasu čistý hattrick (celkem dal v utkání 4 branky), jímž otočil průběžné skóre zápasu z 0:2 pro hosty na 3:2 pro domácí.[22] Těchto tří branek dosáhl v rozmezí tří minut, což je dosud platný rekord ligy. Dělí se o něj s Václavem Horákem a Antonínem Bradáčem.
- 1961/62: Vzhledem k nedostatku termínů se první finálový zápas hrál 2. prosince 1962 v Gottwaldově a skončil nerozhodně 1:1. Odvetný finálový zápas tohoto ročníku se hrál až 17. července 1963, jen týden před prvním finálovým zápasem ročníku 1962/63.[23]
- 16. únor 1966: Za Lužánkami si za skotský Dunfermline zahrál i Alex Ferguson.[26][27]
- 22. června 1969: Zbrojovku od sestupu do 3. ligy zachránila branka Václava Lundy 8 minut před koncem posledního zápasu.[28][29]
- 12. března 1980: Branky Zbrojovky vstřelili Petr Janečka (ve 40. minutě na 1:0), Karel Kroupa (65., 2:0) a Karel Jarůšek (83., 3:0). Pro Karla Kroupu to byl 100. ligový gól (ve 226. ligovém startu), čímž vstoupil do Klubu ligových kanonýrů. Jako jediný hráč v brněnské historii docílil sta prvoligových branek v dresu Zbrojovky Brno (celkem jich dal 118 ve 277 startech).[31]
- 19. března 1980: Branky Zbrojovky vstřelili Štefan Horný (v 10. minutě na 1:0), Vítězslav Kotásek (89., 2:2) a Jan Kopenec (90., 3:2).[32]
- 2. listopadu 1986: Roman Kukleta zaznamenal hattrick, jedna z branek se stala Gólem roku 1986 v anketě Československé televize.[33]
- 21. října 1989: Jedinou branku utkání vstřelil v 57. minutě hlavou Petr Maléř.[35]

## Průměrná návštěvnost prvoligových zápasů (1971–2001)
Zdroj: 
| Sezona  | Průměrná návštěva | Nejvyšší návštěva | Počet utkání |
| ------- | ----------------- | ----------------- | ------------ |
| 1971/72 | 15 708            | 33 732            | 15           |
| 1972/73 | 10 753            | 21 422            | 15           |
| 1973/74 | 9 902             | 25 547            | 15           |
| 1974/75 | 12 566            | 25 649            | 15           |
| 1975/76 | 8 949             | 16 105            | 15           |
| 1976/77 | 11 398            | 25 312            | 15           |
| 1977/78 | 19 327            | 41 056            | 15           |
| 1978/79 | 11 356            | 19 131            | 15           |
| 1979/80 | 13 319            | 21 151            | 15           |
| 1980/81 | 11 719            | 21 515            | 15           |
| 1981/82 | 9 860             | 18 430            | 15           |
| 1982/83 | 7 756             | 12 864            | 15           |
| 1989/90 | 8 300             | 19 723            | 15           |
| 1990/91 | 3 123             | 6 024             | 15           |
| 1992/93 | 10 597            | 26 575            | 14*          |
| 1993/94 | 9 492             | 23 111            | 15           |
| 1994/95 | 20 524            | 34 770            | 15           |
| 1995/96 | 12 257            | 26 872            | 15           |
| 1996/97 | 22 805            | 44 120            | 14*          |
| 1997/98 | 15 365            | 31 730            | 15           |
| 1998/99 | 13 207            | 24 400            | 15           |
| 1999/00 | 9 678             | 17 250            | 15           |
| 2000/01 | 7 267             | 12 800            | 15           |
| 2001/02 | 10 080            | 16 300            | 5*           |

Poznámky:
- 1992/93: Zápas se Spartou (23. května 1993) byl odehrán na Srbské z důvodu koncertu skupiny Metallica na stadionu Za Lužánkami.
- 1996/97: Zápas s Teplicemi (24. listopadu 1996) byl odehrán ve Zlíně.
- 2001/02 (9. kolo): Zápas s Hradcem Králové (30. září 2001) byl posledním prvoligovým na tomto stadionu. Domácí zvítězili 2:1 brankami Milana Pacandy a Miroslava Kadlece z pokutového kopu, za hosty korigoval Jaroslav Dvořák.

## Atletická dráha
Součástí nově vybudovaného stadionu byl také škvárový atletický ovál s osmi drahami a sektory pro technické disciplíny. V roce 1954 se zde uskutečnilo mezinárodní atletické trojutkání ÚDA Praha – RH Praha – Dynamo Berlín, které ve dnech 18. a 19. září tohoto roku sledoval historicky nejvyšší počet diváků na atletických závodech v Brně, a to 35 000 návštěvníků. O rok později zde při mezistátním utkání Československo – Polsko 30. srpna 1955 vytvořil Jerzy Chromik světový rekord v běhu na 3000 metrů překážek v čase 8:41,2. V sedmdesátých a osmdesátých letech 20. století se na stadionu konal atletický mítink Veletržní Brno, který pořádal atletický oddíl Zbrojovka Brno.

## Rekordy v návštěvnosti
Od vzniku samostatné české ligy byla třicettřikrát překročena hranice dvaceti tisíc diváků na zápase, z čehož dvacetpětkrát se tak stalo v Brně. Prvními 20 nejvyššími návštěvami se stále pyšní brněnský stadion Za Lužánkami.
| Datum             | Zápas                       | Výsledek (poločas) | Návštěva | Poznámka                                           |
| ----------------- | --------------------------- | ------------------ | -------- | -------------------------------------------------- |
| 2. října 1996     | Boby Brno – Slavia Praha    | 1:1 (0:1)          | 44 120   | rekord ligy, nejvyšší návštěva 1996/97 a na Moravě |
| 1. září 1996      | Boby Brno – Drnovice        | 4:1 (2:1)          | 37 150   | —                                                  |
| 24. února 1995    | Boby Brno – Slavia Praha    | 1:2 (0:0)          | 34 770   | nejvyšší návštěva 1994/95                          |
| 27. října 1997    | Boby Brno – Sparta Praha    | 2:1 (1:1)          | 31 730   | nejvyšší návštěva 1997/98                          |
| 30. září 1994     | Boby Brno – Sparta Praha    | 3:1 (0:0)          | 28 695   | —                                                  |
| 12. srpna 1996    | Boby Brno – Sparta Praha    | 2:1 (0:0)          | 28 320   | —                                                  |
| 15. října 1995    | Boby Brno – Drnovice        | 2:2 (0:0)          | 26 872   | nejvyšší návštěva 1995/96                          |
| 2. března 1997    | Boby Brno – Slovan Liberec  | 1:1 (1:0)          | 26 200   | —                                                  |
| 1. června 1995    | Boby Brno – Viktoria Žižkov | 2:0 (0:0)          | 26 122   | —                                                  |
| 11. června 1997   | Boby Brno – Karviná         | 5:1 (3:1)          | 24 811   | —                                                  |
| 23. října 1994    | Boby Brno – Drnovice        | 3:1 (2:0)          | 24 799   | —                                                  |
| 3. listopadu 1996 | Boby Brno – Viktoria Žižkov | 1:1 (1:1)          | 24 750   | —                                                  |
| 18. dubna 1999    | Boby Brno – Sigma Olomouc   | 0:0                | 24 400   | nejvyšší návštěva 1998/99                          |
| 4. listopadu 1994 | Boby Brno – Sigma Olomouc   | 2:0 (1:0)          | 24 152   | —                                                  |
| 11. dubna 1999    | Boby Brno – Baník Ostrava   | 3:0 (1:0)          | 24 100   | —                                                  |
| 18. září 1999     | Boby Brno – Sparta Praha    | 1:1 (0:0)          | 23 800   | nejvyšší návštěva 1999/00                          |
| 25. srpna 1996    | Boby Brno – Sigma Olomouc   | 1:0 (0:0)          | 23 270   | —                                                  |
| 12. března 1995   | Boby Brno – Viktoria Plzeň  | 2:0 (1:0)          | 23 153   | —                                                  |
| 3. srpna 1997     | Boby Brno – Lázně Bohdaneč  | 3:0 (1:0)          | 23 123   | —                                                  |
| 10. října 1993    | Boby Brno – Slavia Praha    | 2:1 (1:1)          | 23 111   | nejvyšší návštěva 1993/94                          |
| 17. srpna 1997    | Boby Brno – Slavia Praha    | 0:2 (0:1)          | 22 640   | —                                                  |
| 25. května 1997   | Boby Brno – Č. Budějovice   | 2:1 (2:0)          | 22 620   | —                                                  |
| 8. března 1999    | Boby Brno – Slavia Praha    | 1:0 (1:0)          | 22 400   | —                                                  |
| 1. března 1998    | Boby Brno – Slovan Liberec  | 0:0                | 22 300   | —                                                  |
| 16. března 1998   | Boby Brno – Baník Ostrava   | 2:0 (1:0)          | 20 500   | —                                                  |

## Úsilí o obnovu

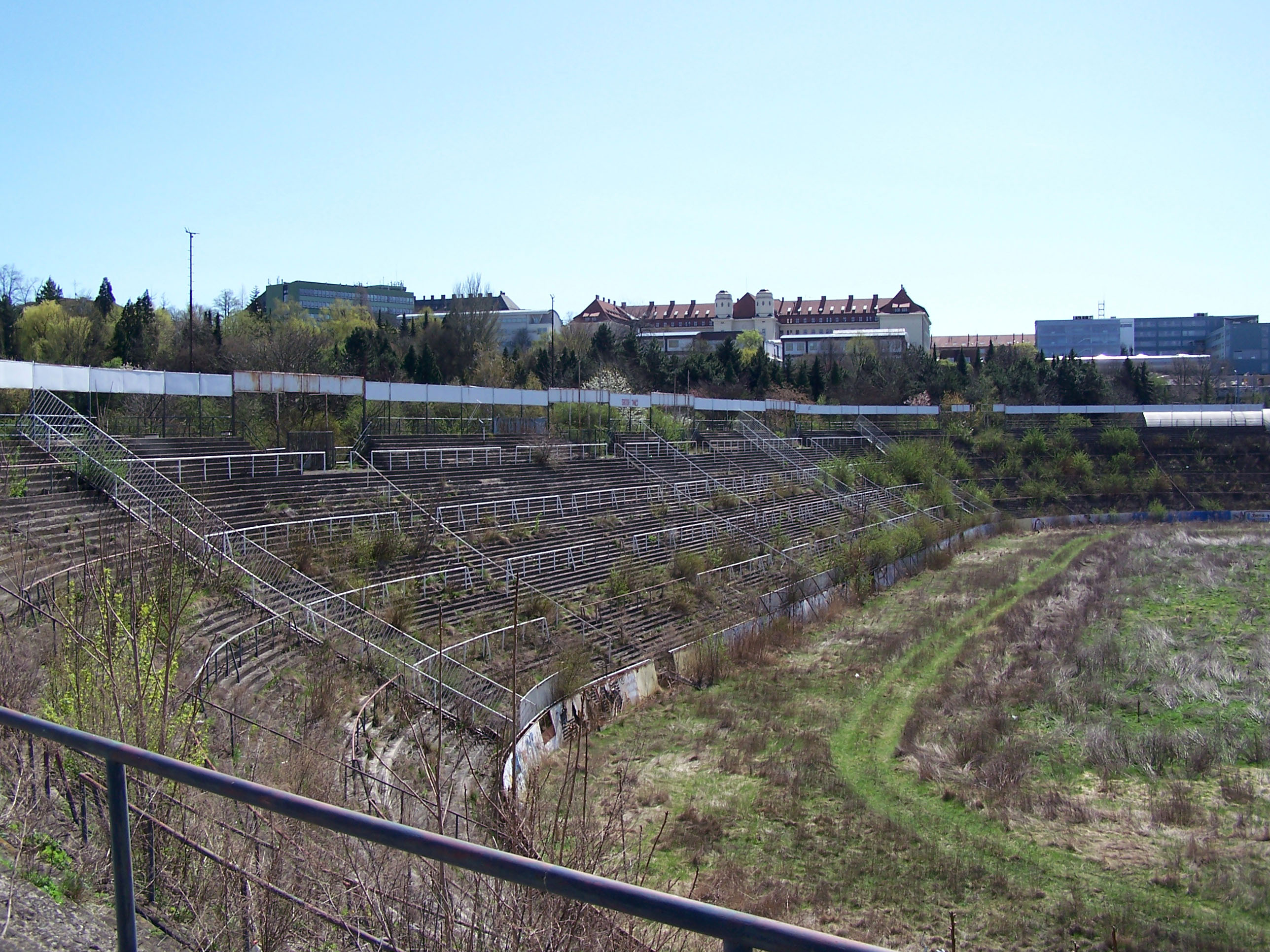
Východní tribuna fotbalového stadionu Za Lužánkami v roce 2011

### Projekt nového stadionu (2008)
V roce 2008 zpracoval architekt Petr Hrůša ve spolupráci se svými kolegy z Ateliéru Brno s.r.o. projekt nového stadionu. Projektovaný stadion s kapacitou 30 000 míst k sezení, inspirovaný zejména stadiony z Kuala Lumpur a Stuttgartu, by měl vyhovovat kategorii ELITE dle nařízení FIFA a byl by proto vhodný pro všechny typy mezinárodních utkání. Hřiště mělo mít rozměry 125×85 metrů a samotná hrací plocha pak 105×68 metrů. Tribuny jsou navrženy jako prohnut, sedačky ve výšce asi 2,05 metrů nad plochou, což podle architektů mělo zlepšit viditelnost. Pro utkání domácí soutěže by pak mohl být stadion rozšířen až na kapacitu 35 000 míst přidáním tří řad před navržené tribuny. Přímo v těle stadionu na úrovni tribun bylo navrženo 750 parkovacích míst zejména pro VIP členy, dále obchody, wellness a fitness centra. Projektovaný stadion by měl eliptický tvar, zastřešený trávník by byl vyhříván a uměle zavlažován. Cena projektované stavby by měla být přibližně 2,5 miliardy korun.
Připravovaný projekt byl zastaven v roce 2010 pro majetkové spory o vlastnictví pozemků v okolí stadionu mezi firmou Czech City a městem Brno.
V květnu 2016 byl představen nový model lužáneckého stadionu. Zahájení stavby se předpokládalo v roce 2018 s dokončením v roce 2021, přičemž cena byla odhadnuta na dvě miliardy korun. V kompletní podobě by byla kapacita stadionu až 33 000 diváků.

### Iniciativa fanoušků
Skupina fanoušků hokejového klubu HC Kometa Brno i fotbalového klubu FC Zbrojovka Brno se rozhodla[kdy?] důkladněji sledovat dění okolo opuštěného areálu Za Lužánkami. K tomuto účelu založili internetové stránky. Jak v jedné z jejich částí tvrdí, mají fungovat jako jeden z možných způsobů dohledu nad orgány města a městské společnosti Starez starající se o halu Rondo. Toho chtěli docílit zejména takzvanou výstřižkovou činností, tedy sledováním zmínek o stadionech v médiích. Dále plánovali manifestační akce a výrobu předmětů, které by na problematiku upozornily.[zdroj?]
V roce 2014 vznikla nová iniciativa fanoušků na sociální síti Facebook, která upozorňuje na neradostný stav stadionu a má za cíl oslovit širokou veřejnost k propagaci aktivit za záchranu fotbalového stadionu Za Lužánkami v Brně. Díky těmto aktivitám téma lužáneckého stadionu postupně znovu ožívalo. Známý fotbalista Petr Švancara, odchovanec brněnského fotbalu, dne 13. února 2015 veřejně v živém TV přenosu a v dalších sdělovacích prostředcích ohlásil svůj úmysl uskutečnit na tomto stadionu slavnostní rozloučení se svou profesionální fotbalovou kariérou, které bylo naplánováno na 27. června 2015. K tomu bylo potřeba zchátralý stadion alespoň částečně opravit a tak Švancara oficiálně vyzval širokou veřejnost k pomoci při obnově stadionu. Podporu akci vyjádřilo vedení města Brna, oživení stadionu věnovala pozornost i média a Švancarova výzva se setkala s velkou odezvou u veřejnosti. Od února do června 2015 proběhla na stadionu série brigád na jeho obnovu a vyčištění, které se zúčastnily stovky dobrovolníků.
Dne 30. května 2015 Petr Švancara oficiálně zahájil před posledním ligovým utkáním Zbrojovky Brno v sezoně předprodej vstupenek na ohlášenou rozlučku. Do prodeje bylo vydáno celkem 23 000 vstupenek a počítalo se s dalšími 2 000 místy ve VIP zóně. Vstupenky se prodávaly pouze fyzicky na jediném místě v Brně. Zájem o akci byl ze strany fanoušků tak velký, že během 10 dnů se všechny vstupenky vyprodaly. Dne 27. června 2015 areál stadionu po 14 letech znovu ožil; na stadionu a v jeho okolí ten den probíhaly doprovodné akce již od 12 hodin. O samotné exhibiční utkání Petra Švancary byl nakonec takový zájem, že plánovaná kapacita byla výrazně překročena a podle odhadů utkání na stadionu přihlíželo až 35 000 diváků, což byla nejvyšší návštěvnost fotbalového utkání v Česku od roku 1996.
V roce 2016 se fanouškovská iniciativa na oživení stadionu dostala do výběru celosvětové soutěže Stadium Business Awards a 1. června v Madridu získala první místo v kategorii udržitelnost a komunita.